# كاتي ليونغ
كاتي ليو ليونغ (بالإنجليزية: Katie Liu Leung)‏ المعروفة باسم كاتي ليونغ ((بالإنجليزية: Katie Leung)‏، مزدادة في 8 أغسطس 1987) هي ممثلة سينما، تلفزيون ومسرح اسكتلندية. ظهرت لأول مرة في في دور حبيبة هاري بوتر ضمن "سلسلة أفلام هاري بوتر. في 2012 ظهرت في مسرحية "البجع البري: ثلاث بنات من الصين" (بالإنجليزية: Wild Swans: Three Daughters of China)‏. كاتي تهتم أيضا بالصباغة، التصوير فوتوغرافي والتصميم بالحاسوب.

## النشأة
ولدت ليونج في ماذرويل، شمال لاناركشاير. التحقت بمدرسة ثانوية في كلية هاميلتون جنوب لاناركشاير. هي من أصل هونغ كونغ. كان والدها «بيتر ليونغ» رجل أعمال في هونغ كونغ، افتتح شركة في غلاسكو، وكانت والدتها «كار واي لي» تعمل في بنك هونغ كونغ. تطلق والدا ليونغ عندما كانت في الثالثة من عمرها.

## الحياة الشخصية
تأخرت ليونج في الالتحاق بكلية الفنون والتصوير بسبب انشغالها بتصوير فيلم هاري بوتر وجماعة العنقاء. خلال هذه الفترة، قالت ليونج أنها لم تقرر بعد متابعة مهنة التمثيل بعد هاري بوتر، وتمنت أن تذهب إلى الجامعة لدراسة الفن والتصميم. في عام 2007 ساعدت مؤسسة "The Prince's Trust" الخيرية من اسكتلندا على جمع 100.000 جنيه إسترليني من خلال إطلاق مسابقة فنية للأطفال، حيث تبرعت بأحد لوحاتها الخاصة التي تم بيعها بالمزاد مقابل 960 جنيهًا إسترلينيًا. في عام 2008 التحقت بجامعة الفنون في لندن. وأعربت ليونغ عن شغفها بالتصوير فوتوغرافي. وفي عام 2009 كانت واحدة من شخصيتين شهيرتين تبرعتا بصورة إلى مسابقة Sightsavers وهي منظمة خيرية لمكافحة العمى في الدول الفقيرة. أثناء تحضيرها لمسرحية «البجع البري: ثلاث بنات من الصين»، قالت بأنها ستلتحق بالمعهد الملكي للتمثيل في غلاسكو. تجيد كاتي اللغتين صينية يؤ وماندراين الصينية.

## فيلموغرافيا
| السنة | الفيلم                            |
| ----- | --------------------------------- |
| 2005  | هاري بوتر وكأس النار              |
| 2007  | هاري بوتر وجماعة العنقاء          |
| 2008  | أجاثا كريستي بوارو                |
| 2009  | هاري بوتر والأمير الهجين          |
| 2011  | هاري بوتر ومقدسات الموت – الجزء 2 |
| 2013  | ركض Run                           |
| 2014  | الأب براون Father Brown           |
| 2014  | طفل واحد One Child                |
| 2017  | الأجنبي The Foreigner             |